# پیاز دشتی (سرده)
پیاز دشتی (نام علمی: Drimia) نام یک سرده از تیره مارچوبگان است. که در کتاب های طب سنتی با نامهای پیاز موش، پیاز عنصل، اسقیل، اشقیل و به عربی با نامهای عنصل، بصل الخنزیر و بصل الفار آمده است. به انگلیسی Squill, Scille officinale, Sea oniun نامیده می شود.

## گونه ها
- دریمیا ماریتیما

## خواص و کاربرد
پیاز دشتی از نظر مزاج خیلی گرم و خیلی خشک است و بر روی پوست اثر تحریک کننده دارد و اگر لِه شده آن روی پوست گذاشته شود ایجاد تاول می کند. در مصرف داخلی بریان کرده و مشوی آن قابل استفاده است. با استفاده از پیاز عنصل و سکنجبین در طب سنتی دارویی تهیه می‌شود که در بهبود تنگی نفس و دفع بلغم موثر است.